# قلعة الصمود

تعديل مصدري - تعديل

قلعة الصمود هي إحدى قرى عزلة سباح بمديرية سباح التابعة لمحافظة أبين، بلغ تعداد سكانها 29 نسمة حسب تعداد اليمن لعام 2004.